# Cattedrale di San Lorenzo (Santa Cruz de la Sierra)
La cattedrale di San Lorenzo è la chiesa cattedrale dell'arcidiocesi di Santa Cruz de la Sierra, si trova nella città di Santa Cruz de la Sierra, in Bolivia, in piazza 24 Settembre.

## Storia
La prima chiesa fu costruita da Fray Diego de Porres al tempo in cui era viceré Francisco de Toledo. All'epoca del maresciallo Andrés de Santa Cruz (1838), la vecchia chiesa è stata sostituita da una nuova chiesa in stile eclettico, progettata dall'architetto francese Felipe Bertrés nel 1845, modificata in stile neoclassico da Welch León Musnier e terminata nel 1915 dall'italiano Victor Querezolo.
La chiesa è nota per le sue volte in legno e per la decorazione pittorica che le ricopre. Sull'altare maggiore vi è una parte del rivestimento d'argento originale della missione gesuita di San Pedro de Moxos.